# The Incredible Hulk: The Pantheon Saga
The Incredible Hulk: The Pantheon Saga est un jeu vidéo d'action développé par Silicon Dreams et édité par Eidos Interactive sur PlayStation et Saturn en 1996.